# Antimelatoma
Antimelatoma là một chi ốc biển săn mồi, là động vật thân mềm chân bụng sống ở biển trong họ Turridae.

## Các loài
Các loài thuộc chi Antimelatoma bao gồm:
- Antimelatoma ahipara Powell A. W. B, 1942
- Antimelatoma buchanani maorum (E. A. Smith, 1877)
- Antimelatoma benthicola Powell A. W. B, 1942
- Antimelatoma maoria Dell, 1995